# Tweede Kamerverkiezingen 1956

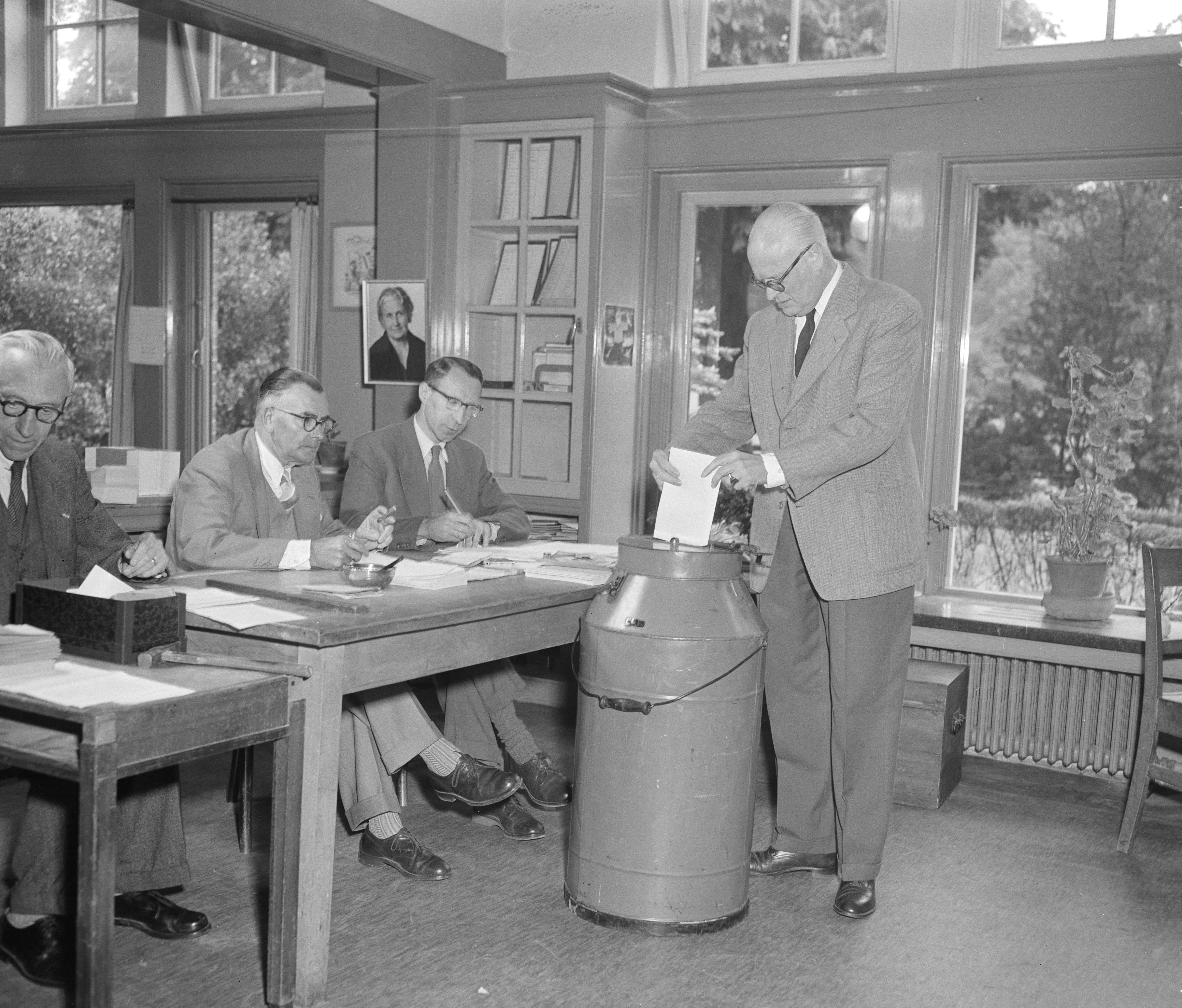
Fractievoorzitter van de KVP, Romme, brengt zijn stem uit

De Tweede Kamerverkiezingen 1956 waren verkiezingen in Nederland voor de Tweede Kamer der Staten-Generaal. Zij vonden plaats op 13 juni 1956.
De verkiezingen werden gehouden als gevolg van de afloop van de zittingstermijn van de Tweede Kamer die gekozen was bij de Tweede Kamerverkiezingen van 1952.

## Uitslag

### Opkomst en kiesdeler
|                          | 1952      | 1952      | 1956      | 1956  |
| # stemmen                | %         | # stemmen | %         |       |
| ------------------------ | --------- | --------- | --------- | ----- |
| Kiesgerechtigden         | 5.792.679 |           | 6.125.210 |       |
| Niet opgekomen           | 290.953   | 5,02      | 275.558   | 4,50  |
| Opkomst                  | 5.501.726 | 94,98     | 5.849.652 | 95,50 |
| Blanco/ongeldige stemmen | 165.981   | 3,02      | 121.910   | 2,08  |
| Geldige stemmen          | 5.335.745 | 96,98     | 5.727.742 | 97,92 |
| Kiesdeler                | 53.358    | -         | 57.278    | -     |

### Verkiezingsuitslag naar partij
De nek-aan-nek-race tussen KVP en PvdA werd gewonnen door de partij van minister-president Drees. De PvdA won vier zetels en kwam op 34, terwijl de KVP met drie zetels winst op 33 zetels uitkwam. De winst van de KVP was overigens mede een gevolg van het feit dat Welters KNP, onder invloed van het Mandement van 1954, was teruggekeerd in de KVP. CPN (verlies drie), ARP (verlies twee) en CHU (verlies één) verloren terrein.
| Partij                   | Partij                                | 1952      | 1952  | 1952   | 1956      | 1956  | 1956   | verschil | verschil |
| Partij                   | Partij                                | # stemmen | %     | zetels | # stemmen | %     | zetels | %        | zetels   |
| ------------------------ | ------------------------------------- | --------- | ----- | ------ | --------- | ----- | ------ | -------- | -------- |
|                          | PvdA                                  | 1.545.867 | 28,97 | 30     | 1.872.209 | 32,69 | 34     | +3,72    | +4       |
|                          | KVP                                   | 1.529.508 | 28,67 | 30     | 1.815.310 | 31,69 | 33     | +3,02    | +3       |
|                          | ARP                                   | 603.329   | 11,31 | 12     | 567.535   | 9,91  | 10     | -1,40    | -2       |
|                          | VVD                                   | 471.040   | 8,83  | 9      | 502.530   | 8,77  | 9      | -0,06    | 0        |
|                          | CHU                                   | 476.195   | 8,92  | 9      | 482.918   | 8,43  | 8      | -0,49    | -1       |
|                          | CPN                                   | 328.621   | 6,16  | 6      | 272.054   | 4,75  | 4      | -1,41    | -2       |
|                          | SGP                                   | 129.081   | 2,42  | 2      | 129.517   | 2,26  | 2      | -0,16    | 0        |
|                          | GPV                                   | 35.497    | 0,67  | 0      | 37.206    | 0,65  | 0      | -0,02    | 0        |
|                          | Nationale Unie (Algemeen Christelijk) | -         | -     | -      | 28.960    | 0,51  | 0      | +0,51    | 0        |
|                          | Nederlandse Oppositie Unie            | -         | -     | -      | 19.503    | 0,34  | 0      | +0,34    | 0        |
|                          | KNP                                   | 144.520   | 2,71  | 2      | -         | -     | -      | -2,71    | -2       |
| overige partijen in 1952 | overige partijen in 1952              | 72.087    | 1,36  | 0      | -         | -     | -      | -1,36    | 0        |
| Totaal                   | Totaal                                | 5.335.745 | 100   | 100    | 5.727.742 | 100   | 100    | 0        | 0        |

## Kabinetsformatie
De vorming van een nieuw kabinet verliep zeer moeizaam en resulteerde pas op 13 oktober 1956 in de voortzetting van de combinatie PvdA-KVP-ARP-CHU in het kabinet-Drees III.

## Vergroting van de Tweede Kamer
Als gevolg van een grondwetsherziening in 1956 werd op 6 november 1956 het aantal leden van de Tweede Kamer uitgebreid van 100 naar 150. Er werden geen nieuwe verkiezingen gehouden; de uitslag van de verkiezingen in juni werd herrekend op basis van 150 leden. Na deze uitbreiding was de zetelverdeling als volgt:
| Partij | Zetels |
| ------ | ------ |
| PvdA   | 50     |
| KVP    | 49     |
| ARP    | 15     |
| VVD    | 13     |
| CHU    | 13     |
| CPN    | 7      |
| SGP    | 3      |
| Totaal | 150    |

*1848 · *1850 · **1852 · *1853 · **1854 · **1856 · **1858 · **1860 · **1862 · **1864 · **1866 (I) · *1866 (II) · *1868 · **1869 · **1871 · **1873 · **1875 · **1877 · **1879 · **1881 · **1883 · *1884 · *1886 · *1887 · *1888 · 1891 · *1894 · 1897 · 1901 · 1905 · 1909 · 1913 · *1917 · *1918 · 1922 · 1925 · 1929 · *1933 · 1937 · *1946 · *1948 · 1952 · 1956 · *1959 · 1963 · *1967 · 1971 · *1972 · 1977 · 1981 · *1982 · 1986 · *1989 · 1994 · 1998 · 2002 · *2003 · *2006 · *2010 · *2012 · 2017 · 2021 · *2023
* Algemene verkiezingen in verband met (vervroegde) ontbinding van de Tweede Kamer
** Periodieke verkiezingen in verband met het einde van de zittingstermijn van de helft van de Tweede Kamerleden